# ピーチ・ジョン
ピーチ・ジョン（Peach John）は、日本の女性向け下着通信販売会社、および同社が発行する通販カタログの名称である。『ピーチ・ジョン・ザ・ストア』という店名で直営店も展開している。

## 概要
大手衣料品メーカー・ワコールの傘下にあり、若年女性を対象に、下着や衣服の通信販売を行っている。販売商品は下着、衣服のほか、靴、バック、化粧品などに及び、それらの大部分は日本国外で製造され輸入されたものである。毎年3月、8月、11月には通販カタログ「PJ」が約180万部発行され、主要書店やコンビニエンスストアで配布される。また、姉妹誌「GJ」は60,000部が発行され、衣服のほか美容・アクセサリーなどを掲載している。
社名は『桃太郎』から来ており、｢ジョン｣は英語圏で最もありふれた名で、日本語における｢太郎｣に当てはまる、として名付けられた。

## 沿革
1988年（昭和63年）、株式会社セシールの成功に触発されて、野口正二が妻の野口美佳と共に女性用下着の通信販売事業を開始した。
1994年（平成6年）、「ボムバストブラ」のヒットを受けて東京都文京区千駄木に通信販売会社の「ピーチ・ジョン」を設立し、野口美佳が社長に就任。同年、カタログ名を『PJ』に統一し、カタログに掲載された商品を店頭販売する『ピーチ・ジョン・ザ・ストア』を本社に併設して開店した。翌年にはSHIBUYA 109に直営店『ピーチ・ジョン・ザ・ストア』を出店し、以降、各地に出店していった。
2006年（平成18年）からワコールホールディングスと資本提携が始まり、2008年（平成20年）に完全子会社化されたが、その後もピーチ・ジョンの経営体制は維持され、ワコールHDは弱点だった若者向け市場を開拓すると同時に、仕入れの共同化で生産の効率化を図った。製品はアメリカ合衆国や南米で生産していたが、1998年（平成10年）頃に中国にシフトし、香港を拠点として中国国内100ヶ所以上の提携工場で生産をしている。
2011年3月11日に発生した東北地方太平洋沖地震（東日本大震災）で配送業務をしている仙台支社が被災し、約1ヶ月に渡って通販業務が停止した。仙台支社の復旧作業と並行して、被災地に女性用の下着や衣類などを届けるボランティア活動を行っている。

### 年表
- 1994年（平成6年）、「ピーチ・ジョン」設立。カタログ名を『PJ』に統一し、直営店『ピーチ・ジョン・ザ・ストア』を本社に併設して開店。
- 1995年（平成7年）、渋谷の109に、直営店『ピーチ・ジョン・ザ・ストア』を当社初の店子の形式で出店。
- 2006年（平成18年）
  - 1月、東京都豊島区から、同渋谷区神宮前に本社を移転した。
  - 5月、婦人下着最大手のワコールホールディングス（以下ワコールHD）との資本業務提携を発表。
  - 6月2日、ピーチ・ジョンの発行済株式（1,800株）のうち、会長の野口正二が持つ49%（882株）をすべてワコールHDに売却[5]、残りの51%（918株）は社長の野口美佳がそのまま保有することとなった。
- 2008年（平成20年）
  - 1月10日、ワコールHDは、野口美佳が保有するピーチ・ジョンの株式（発行済み株式の51%）に対して、ピーチ・ジョン株1株につきワコールHD株7,300株を割り当てる株式交換（当時の株価で約87億円規模）を実施し、同社を完全子会社化した[6]。これにより、野口美佳は、ワコールHDの4.55%を保有する第4位株主となった。
  - 12月5日、海外初の直営店「ピーチ・ジョン・ザ・ストア香港店」をオープン[7]。
- 2011年（平成23年）
  - 3月11日、配送業務をしている仙台支社が東北地方太平洋沖地震（東日本大震災）で被災し、通販サービスを休止[8]。
  - 4月4日、通販サービスを再開[8]。
  - 4月7日に発生した宮城県沖地震により、一部の通販サービスを停止[8]。
  - 4月11日、通販サービスを再開[8]。
  - 5月30日、業績不振を理由に、社長の野口美佳を取締役に降格することを発表[9]
  - 6月10日、野口美佳の退任を正式決定。後任は会長の川中英男（ワコールHD副社長）が兼務[10]。

## テレビ番組
- 日経スペシャル カンブリア宮殿 「女性がついていきたくなる "女"が語る経営術」（2006年7月3日、テレビ東京）- 社長 野口美佳出演[11]。

## 書籍

### 関連書籍
- 『胸から伝わるっ ピーチ・ジョンがふくらんでいく物語』（著者:野口美佳 佐藤知代 糸井重里）（2001年11月1日、朝日出版社）ISBN 978-4255001197
- 『愛と勇気 The story of Mika・John』（著者:野口美佳）（2003年7月11日、ワニブックス）ISBN 978-4847014680
- 『欲望の仕掛け人』（著者:中村うさぎ）（2004年3月18日、日経BP社）ISBN 9784822243913 - 中村うさぎが、買い物・コスメ・グルメ・高級ホテル・旅館・ファッション・お笑い・下着など「勝ち組13人」に聞く。
- 『男前経営論 ピーチ・ジョンの成功哲学』（著者:野口美佳）（2005年11月24日、東洋経済新報社）ISBN 978-4492501504
- 『愛と勇気Forever』（著者:野口美佳）（2011年12月28日、ワニブックス）ISBN 9784847090349